# 사우스서스캐처원강

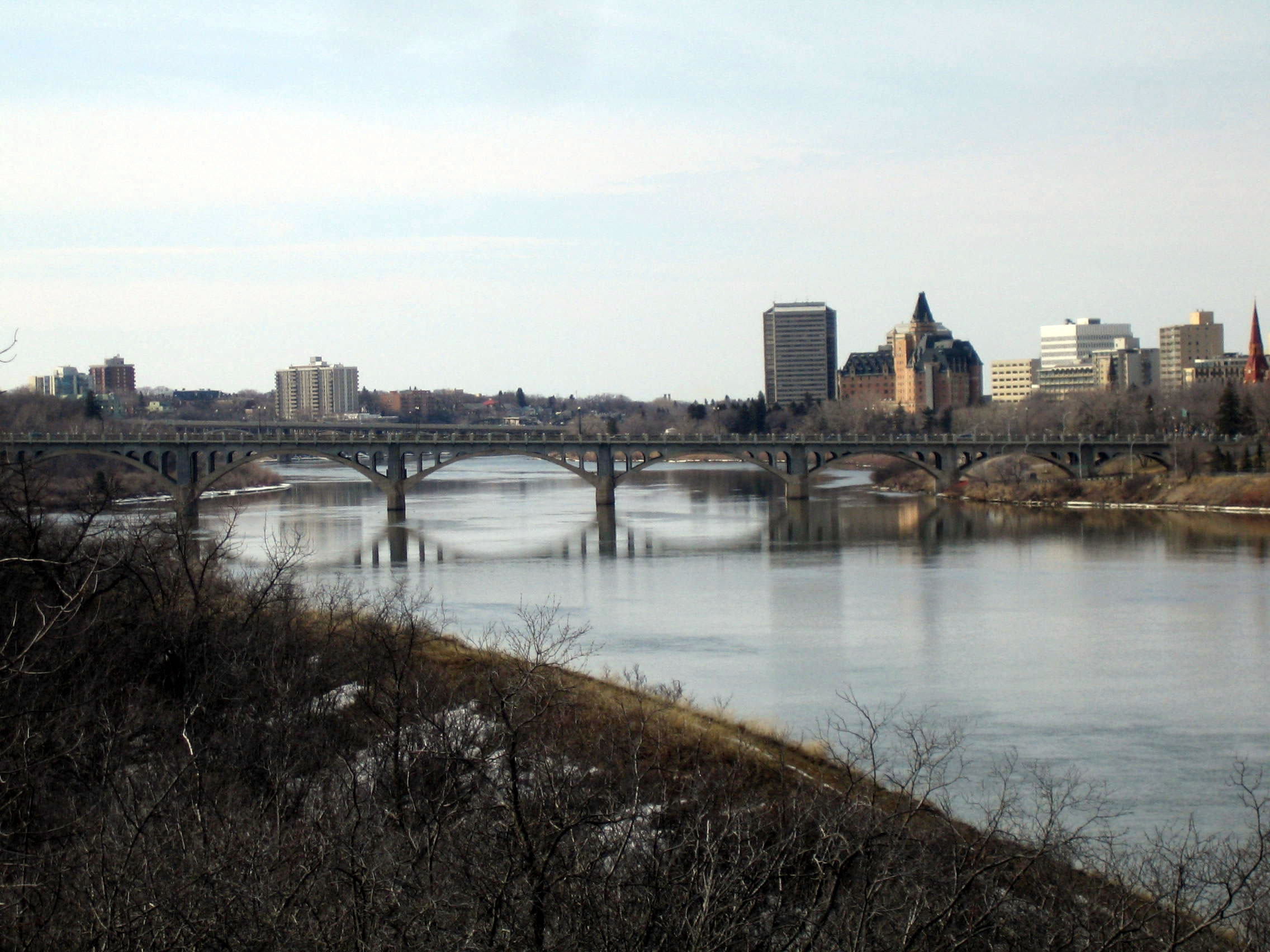
사우스서스캐처원강

사우스서스캐처원강(영어: South Saskatchewan River)은 캐나다 앨버타주, 서스캐처원주에 위치한 강으로 길이는 1,392km, 유역 면적은 146,100km2, 평균 유랑은 249m3/s이다.
앨버타주에 위치한 마을인 그래시레이크(Grassy Lake) 인근에서 보강, 올드먼강과 합류한 다음에 앨버타주-서스캐처원주 간의 경계 지점을 동쪽 방향으로 흐른다. 앨버타주-서스캐처원주 간의 경계 지점에서 레드디어강과 합류한다.
강 하류에 위치한 댐들을 거친 다음에는 북쪽으로 방향을 바꾸면서 새스커툰을 흐른다. 서스캐처원주 프린스앨버트(Prince Albert)의 동쪽에서 노스서스캐처원강과 합류하면서 서스캐처원강으로 흘러간다.